# Ундеканол
Ундеканол (номенклатурные названия  Ундекан-1-ол, или 1-Ундеканол) — органическое вещество, относится к классу жирных спиртов. В небольшом количестве содержится в некоторых эфирных маслах.
Запах — слабый цитрусовый с жирно-восковой нотой.

## Получение
Получают:
- каталитическим восстановлением ундекановой кислоты (C10H21COOH).

## Применение
Применяется как компонент парфюмерных композиций.

## Токсичность
Ундециловый спирт может раздражать кожу, глаза и лёгкие, но при приёме внутрь вреден, и его токсичность аналогична этанолу.